# Saab A 20
Saab A 20 även känt som A 20 eller A 20 Viggen var ett svenskt stridsflygplan som började projekteras 1974, och tänkt att få attack-, jakt- och havsövervakningsförmåga. Projektet avvecklades dock genom ett riksdagsbeslut 1979.

## Bakgrund
I mitten av 1970-talet väcktes idén och frågan om ett flygplanssystem som var tänkt att av början av 1990-talet ersätta Viggen-systemet. Två alternativ övervägdes A 20 och B3LA. Flygplanssystemet A 20 förordades i 1974 års försvarsutredning och skulle vara en vidareutveckling av JA 37 Viggen. B3LA skulle utvecklas som ett flygplanssystem ämnat som attackflygplan och skolflygplan. Anledningen var att ÖB Stig Synnergren ansåg att attackförmågan behövde förbättras.
Inför 1978 års försvarskommitté angav ÖB tre förslag på ytterligare ett nytt flygplan, ett svenskt JAS och amerikanska F 16 eller F 18. I oktober 1978 konstaterade dock nye ÖB Lennart Ljung att varken A 20 eller B3LA skulle rymmas inom de ekonomiska ramarna tillsammans med något av JAS, F 16 eller F 18.
Efter ett riksdagsbeslut våren 1979 kom de två flygplanen A 20 och B3LA att avbeställas. Samma år lämnade Saab ett förslag på ett svenskt enhetsflygplan (JAS), direkt till dåvarande försvarsminister Eric Krönmark.

## Utveckling
A 20 i sig var en vidareutveckling av JA 37 Viggen och planerades att utvecklas i två versioner A 20 M1 och A 20 M2. A 20 M1 planerades att bli en mer långtgående utveckling än A 20 M2. Vidare skulle flygplanet konstrueras för att kunna användas i både starkt luftvärns- och jaktförsvarade områden. Flygplanet utvecklades samtidigt som Saab 38 eller B3LA, som det även benämndes som.
A 20 var tänkt att ersätta AJ 37 Viggen och samverka med JA 37 Viggen, B3LA och Saab 105:12 eller Saab 105:13. Totalt kom fem olika alternativ att studeras, där A 20 ingick i fyra.
- Alternativ 1.  6 divisioner A 20 M1 + 45 skolflygplan
- Alternativ 2.  6 divisioner A 20 M1 + 45 Saab 105:13
- Alternativ 3.  6 divisioner A 20 M1 + 5 divisioner Saab 105:12
- Alternativ 4.  2 divisioner A 20 M2 + 9 divisioner B3LA
- Alternativ 5.  2 divisioner AJ 37, vilkas livslängd utökas + 9 divisioner B3LA.

I samtliga fall krävdes det att åtta divisioner av JA 37 Viggen anskaffades för att ersätta J 35 Draken. Själva utvecklingskostnaden för A 20 beräknades till en lägre kostnad än till dess systerprojekt, B3LA. Dock beräknades drift- och underhållskostnaderna för A 20 att bli högre än för B3LA, detta på grund av att A 20 skulle bli tre gånger tyngre och förbruka tre gånger så mycket drivmedel per flygtimme som B3LA. Själva utvecklingsarbetet av A 20 ansågs vara betydligt mindre än för B3LA, bortsett från den radar som var tänkt att användas på A 20.
Projektet lades dock ner till förmån för Saab 39 Gripen, utan att någon prototyp byggts.